# Un avventuriero a Tahiti
Un avventuriero a Tahiti (Tendre voyou) è un film del 1966 diretto da Jean Becker.

## Trama
Durante una crociera da Cannes a Tahiti con gli amici della baronessa Mina Von Strasshofer, Tony si fa imbrogliare da una ragazza, Veronique, che gli racconta di voler vendere un giacimento di manganese di un'isola che le appartiene. Tony accetta di fare da intermediario e così finisce in prigione, ma appena uscito riprenderà la consueta vita.